# Châu Sơn, Cảnh Đức Trấn
Châu Sơn (tiếng Trung: 珠山区; bính âm: Zhūshān qū) là một quận thuộc thành phố Cảnh Đức Trấn, tỉnh Giang Tây, Trung Quốc.

## Hành chính
Châu Sơn được chia ra làm 10 đơn vị hành chính cấp hương, gồm 9 nhai đạo và 1 trấn. Ngoài ra quận này còn quản lí 1 đơn vị tương đương cấp hương khác
- Nhai đạo: Thạch Sư Phụ (石狮埠街道), Tân Xưởng (新厂街道), Lý Thôn (里村街道), Chu Lộ Khẩu (周路口街道), Xương Giang (昌江街道), Tân Thôn (新村街道), Châu Sơn (珠山街道), Thái Bạch Viên (太白园街道), Xương Hà (昌河街道)
- Trấn: Cánh Thành (竟成镇)

Đơn vị ngang cấp hương khác
- Khu khai phát kĩ thuật cao (高新技术开发区)